# Lichtslang

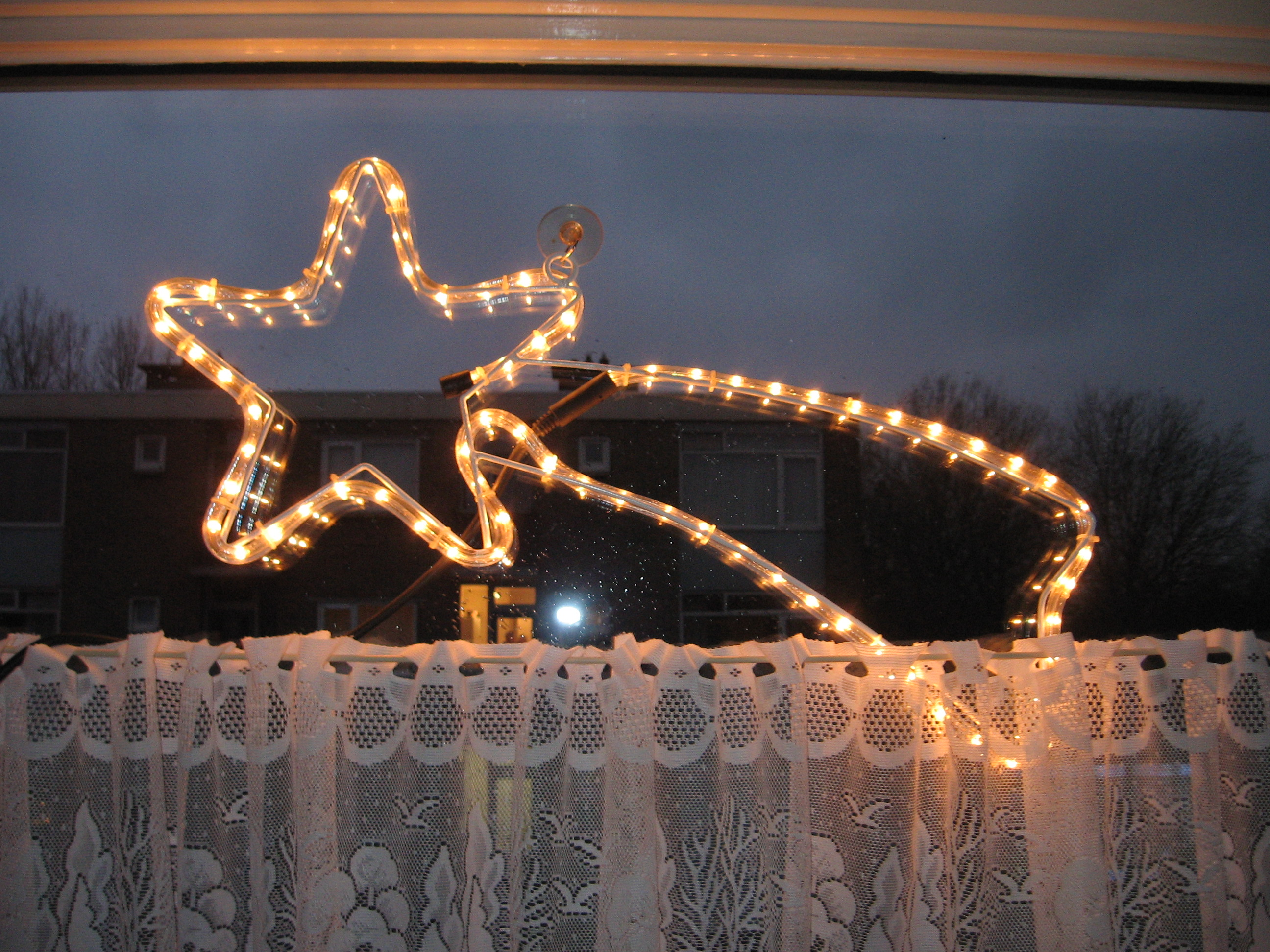
Een lichtslang in de vorm van een ster

Een lichtslang is een flexibele slang van doorzichtige kunststof, met daarin lampjes of leds die permanent branden, of knipperen, desgewenst gestuurd door het volume van muziek.
De kunststof is gekleurd, indien voor de verlichting lampjes worden gebruikt. Bij een lichtslang met leds is de slang van transparante kunststof gemaakt, en wordt de kleur bepaald door de kleur van de leds zelf. De slang kan in allerlei vormen worden gebogen. Rond Kerstmis worden lichtslangen vaak gebruikt in de vorm van een Kerstman op zijn arrenslee; langs de randen van een huis gedrapeerd; of langs een hek. Vooral het Noord-Hollandse dorp Den Ilp staat bekend om de uitbundige kerstversiering met behulp van lichtslangen.